# Dia Mundial dos Pobres
O Dia Mundial dos Pobres é uma celebração católica romana, comemorada no 33.º domingo do Tempo Comum desde 2017. Foi estabelecido pelo Papa Francisco em sua Carta Apostólica Misericordia et Misera, emitida em 20 de novembro de 2016 para comemorar o fim do Jubileu Extraordinário da Misericórdia.

## Descrição
O Dia Mundial dos Pobres foi celebrado pela primeira vez em 19 de novembro de 2017, com o tema "Amamos, não com palavras, mas com obras". Em sua mensagem para o primeiro Dia Mundial dos Pobres, o Papa Francisco disse que "o Pai Nosso é a oração dos pobres". Realizou uma missa especial na Basílica de São Pedro, seguida de um almoço grátis no vizinho Salão Paulo VI, em várias faculdades católicas e em outros locais do Vaticano. Durante a semana anterior ao Dia Mundial dos Pobres, foram oferecidos serviços médicos especializados gratuitos em uma clínica móvel.
O dia também foi observado em outros países, incluindo Índia, Polônia, e Canadá, com missas especiais, refeições gratuitas para os pobres e outras iniciativas.
Na Índia, o arcebispo de Bombaim, Oswald Gracias, lançou um projeto "ACTS" (chamado ativamente para servir), que envolvia a distribuição de sacolas às paróquias, nas quais as pessoas podiam doar alimentos (por exemplo, grãos ou açúcar) e produtos de higiene pessoal para os pobres. Gracias disse que “Nosso Senhor nos deu um exemplo impressionante de simplicidade e pobreza em Sua própria vida. Ele ensinou Seus discípulos a valorizar a pobreza”.
Em algumas cidades polonesas, o dia foi precedido por uma "Semana dos Pobres", quando alguns católicos oraram pelos necessitados e organizaram várias formas de ajuda para eles. Em Cracóvia, os serviços de uma esteticista e cabeleireira foram oferecidos aos menos favorecidos, assim como oficinas de culinária, teatro e música. Em Poznań, foram organizadas exibições e reuniões de filmes em centros para pobres ou sem-teto, enquanto em um "ônibus de ajuda" eles podiam receber uma refeição quente, roupas e assistência de enfermagem.
No Canadá, o arcebispo de Vancouver, J. Michael Miller, iniciou uma campanha de oração por e-mail por quatro dias para os necessitados e incentivou conversas com os sem-teto, doações, ajuda de caridade, visitas a doentes e prisioneiros, consolo dos enlutados e dar esmolas aos pobres.